# Monte-Carlo Rolex Masters 2013
Monte-Carlo Rolex Masters 2013 — 107-й розыгрыш ежегодного профессионального теннисного турнира среди мужчин, проводящегося во французском городе Рокебрюн—Кап-Мартен и являющегося частью тура ATP в рамках серии ATP Masters 1000.
Турнир прошёл с 13 по 22 апреля на кортах Monte-Carlo Country Club. Соревнование продолжало околоевропейскую серию грунтовых турниров, подготовительную к майскому Roland Garros.
Прошлогодние победители:
- в одиночном разряде —  Рафаэль Надаль
- в парном разряде —  Боб Брайан и  Майк Брайан

## Соревнования

### Одиночный турнир
Новак Джокович обыграл  Рафаэля Надаля со счётом 6-2, 7-61
- Джокович выигрывает 3й титул в сезоне и 37й за карьеру в основном туре ассоциации.
- Надаль уступает 2й финал в сезоне и 23й за карьеру в основном туре ассоциации.

### Парный турнир
Жюльен Беннето /  Ненад Зимонич обыграли  Боба Брайана /  Майка Брайана со счётом 4-6, 7-64, [14-12].
- Беннето выигрывает 1й титул в сезоне и 7й за карьеру в основном туре ассоциации.
- Зимонич выигрывает 2й титул в сезоне и 48й за карьеру в основном туре ассоциации.